# Batiscan
Pour les articles homonymes, voir Batiscan (homonymie).
Batiscan est une municipalité de la province de Québec, au Canada, située dans la municipalité régionale de comté (MRC) Les Chenaux et la région administrative de la Mauricie.

## Toponymie
Initialement nommée Saint-François-Xavier-de-Batiscan lors de sa constitution en 1855, elle changea son nom pour Batiscan en 1986.
L'usage inclus Batiscan dans la Batiscanie, nom vernaculaire pour désigner le bassin versant de la rivière Batiscan.
« . . . L'un des joyaux de la pittoresque région trifluvienne, la municipalité de la paroisse de Saint-François-Xavier-de-Batiscan, érigée en 1845, est redevenue officiellement Batiscan en 1986 »
Commission de toponymie Québec

## Histoire
En 1760, les colons se sont installés le long de la rivière Batiscan à plus de 20 kilomètres du Saint-Laurent. Ils ont dû, pour cela, franchir la moraine de Saint-Narcisse, collines impropres à la culture, qui traverse la seigneurie d'ouest en est, formant ainsi une communauté géographiquement distincte qui s'individualisera pour constituer la future paroisse de Saint-Stanislas.
- En 1603, Samuel de Champlain mentionne la rivière Batiscan pour la première fois.
- En 1611, Champlain rencontre un chef autochtone appelé Batiscan.
- En 1639, la seigneurie de Batiscan est officiellement concédée aux Pères Jésuites le 13 mars.
- En 1662, les Jésuites prennent officiellement possession de la seigneurie le 13 mars.
- En 1666, les pionniers de Batiscan commencent à s'installer sur leurs concessions.
- En 1669, François de Montmorency-Laval vient en tournée de confirmation le 25 mai et les terres sont arpentées.
- En 1670, première élection de marguilliers.
- En 1671, le premier moulin seigneurial entre en opération.
- En 1674, la première église de Batiscan est terminée.
- En 1681, le recensement donne à Batiscan une population de 261 personnes.
- En 1682, ouverture du premier registre des baptêmes, mariages et sépultures le 20 novembre.
- En 1684, érection canonique de la paroisse Saint-François-Xavier de Batiscan le 2 novembre.
- En 1696, le curé Foucault fait construire à ses frais et dépens le premier presbytère de la paroisse.
- Vers 1700, c'est la construction de la deuxième église de Batiscan.
- En 1722, une ordonnance fixe les limites de la paroisse de Batiscan le 3 mars.
- En 1730, la frontière entre Batiscan et Sainte-Geneviève-de-Batiscan est définitivement fixée.
- En 1734, établissement d'un service de bac sur la rivière Batiscan.
- En 1760, les troupes britanniques passent à Batiscan en route vers Montréal aux mois de juillet, août, et septembre.
- En 1763, la Nouvelle-France passe définitivement à l'Angleterre.
- En 1764, les habitants de Rivière-Batiscan refusent de rendre leurs armes.
- En 1816, démolition du premier presbytère et construction du Vieux presbytère actuel.
- En 1831, trois écoles sont construites à Batiscan sur la Rive-Nord, au Village et dans le Haut-de-Batiscan.
- En 1844, construction du premier pont sur la rivière Batiscan.
- En 1851, la population de Batiscan s'élève à 955 personnes.
- En 1855, érection civile de la municipalité le 1er juillet.
- En 1859, ouverture du magasin général de Magloire Marquis.
- De 1864 à 1867, construction de l'église actuelle de Batiscan.
- En 1874, installation du premier télégraphe à Batiscan.
- En 1895, inauguration du Vieux-Couvent.
- En 1896, la compagnie St. Maurice Lumber s'établit au sud de la voie ferrée.
- En 1898, la compagnie Price Brothers s'installe au nord de la voie ferrée.
- En 1903, les Filles de Jésus arrivent au Vieux-Couvent de Batiscan le 7 août.
- En 1914, la Banque d'Hochelaga ouvre ses portes à Batiscan le 29 juillet.
- En 1916, l'église de Batiscan se dote d'un orgue Casavant.
- En 1917, fondation de la Compagnie d'Aqueduc de Batiscan le 7 mars.
- En 1921, la population de Batiscan atteint un sommet de 1 397 personnes.
- En 1921, l'électricité arrive à Batiscan. On l'installe d'abord au futur rang Cinq-Mars.
- En 1922, inauguration du pont actuel de Batiscan le 24 septembre.
- En 1923, la population de la paroisse est de 1 345 habitants.
- En 1926, Albert Décary donne au Vieux presbytère de Batiscan son profil actuel.
- En 1928, fermeture du moulin de la compagnie Price Brothers.
- En 1929, fermeture du moulin de la compagnie Internationale.
- En 1932, célébration du 250e anniversaire de la fondation de Batiscan.
- En 1938, fondation du Cercle des Fermières.
- En 1939, fondation de la Caisse Populaire de Batiscan le 30 juillet
- En 1940, le péage est aboli sur le pont de Batiscan le 30 juillet.
- En 1943, inauguration du Couvoir coopératif le 23 mai.
- En 1946, débuts modestes de la future Compagnie Caron Limitée le 6 février.
- En 1946, la compagnie Internationale reprend ses activités sur la Batiscan le 4 avril.
- En 1946, bénédiction et inauguration de la Meunerie coopérative le 30 mai.
- En 1949, le cercle des Fermières devient L'Union catholique des Fermières.
- En 1957, fondation de la Chambre de Commerce le 29 mars.
- En 1956, découverte de gaz naturel sur la terre de Léopold Lapierre
- En 1959, l'Union catholique des Fermières devient l'Union catholique des Femmes Rurales (U.C.F.R.).
- En 1960, construction de l'école sainte-marie.
- En 1962, le gouvernement du Québec devient propriétaire du vieux-presbytère le 22 mars.
- En 1964, ouverture d'une bibliothèque municipale le 15 décembre.
- En 1965, démolition du vieux couvent.
- En 1965, inauguration d'un réseau d'aqueduc moderne[3].

## Géographie
La localité de Batiscan est située sur la rive-nord du fleuve Saint-Laurent. Une partie de son territoire se draine directement dans l'estuaire du Saint-Laurent.
Le territoire de la seigneurie de Batiscan s'insère dans les grandes unités du relief qui structurent l'espace québécois.
Vers l'intérieur, s'étend la plaine assez plate des Basses terres du Saint-Laurent . Cette plaine a été recouverte de sédiments glaciaires lors de la dernière glaciation (au Pleistocene) et de dépôts marins et fluviatiles (argile/sable) avec l'invasion de la Mer de Champlain. Cette unité de relief -de plat pays- a été utilisée pour les premiers établissements en Batiscanie. Jusqu'aux contreforts des Laurentides, le lieu offre : la proximité du fleuve, un terrain non accidenté et la fertilité des sols.
Le territoire batiscanais se rattache au climat continental à hiver froid où domine un hiver long, rigoureux et enneigé. De novembre à avril, la neige recouvre le sol et les cours d'eau sont gelés. En 1661, Pierre Boucher (1622-1717) explorateur français et Gouverneur de la Nouvelle-France, écrit dans sa requête au roi de France Louis XIV : La rigueur de l'hiver force le colon des rives du Saint-Laurent, « à se tapir dans sa chaumière ».

### Hydrographie
La rivière Batiscan traverse le nord-est de la municipalité d'ouest en est. La rivière Champlain traverse la pointe nord-ouest de la municipalité du nord vers le sud.

## Démographie
| 1991 | 1996 | 2001 | 2006 | 2011 | 2016 | 2021 |
| ---- | ---- | ---- | ---- | ---- | ---- | ---- |
| 869  | 891  | 905  | 949  | 940  | 903  | 958  |

## Administration
Faisant partie à l'origine du comté de Champlain, Batiscan est incorporée à la municipalité régionale de comté de Francheville en 1982. En 2002, elle est incluse dans la municipalité régionale de comté des Chenaux.
Les élections municipales se font en bloc pour le maire et les six conseillers.
| Batiscan Maires depuis 2001                                                                                          |                      |         |          |
| Élection | Maire                | Qualité | Résultat |
| 2001 | Christian Fortin     |         | Voir     |
| 2005 | Christian Fortin     | Voir    |          |
| 2009 | Christian Fortin     | Voir    |          |
| 2013 | Sonya Auclair        |         | Voir     |
| 2017 | Christian Fortin (2) |         | Voir     |
| 2021 | Christian Fortin (2) | Voir    |          |
| Élection partielle en italique Depuis 2005, les élections sont simultanées dans toutes les municipalités québécoises |                      |         |          |

## Patrimoine et principaux attraits
- Le Vieux presbytère de Batiscan, classé comme site historique le 5 juillet 1984[6] constitue un bien culturel du Québec inscrit par le ministère de la Culture, des Communications et de la Condition féminine du Québec.
- Le calvaire Lacoursière est situé dans un parc aménagé par la municipalité en 2000 (pour souligner le deuxième millénaire)[7]. Ce calvaire a été érigé en 1905 sur les terrains de la ferme Lacoursière, grâce aux subsides de Mgr F.X. Lacoursière, originaire de Batiscan et missionnaire en Afrique. Ce calvaire a été restauré au début des années soixante grâce à la contribution de Mgr F.X. Lacoursière, du propriétaire du terrain de l'époque, Victor Fortin, des parents et amis. L'acquisition du site par la municipalité et sa restauration (avec la contribution de plusieurs artistes et autres bénévoles) assure la pérennité du monument, grâce à la collaboration du ministère de la Culture et des Communications du Québec et du Bureau du Canada du millénaire. Plusieurs panneaux historiques sur la vie maritime et sur le Calvaire Lacoursière y sont exposés.
- L'Office des signaux, sur le quai municipal a été reconnu en 2011 par la municipalité comme monument historique[8]. Il sert de bureau d'information touristique. Cet Office maritime permet aux visiteurs de revivre l'époque révolue des communications maritimes où l'on faisait usage de drapeaux, de signes optiques et de télégraphie. Cet Office présente les signaux de communications des gardiens du fleuve de jadis tels les signaux de brouillards, fortes marées, trafic maritime et tempêtes. En 1907, le gouvernement canadien a installé des bureaux de signalisation au quai de Batiscan, au phare de Pointe-Citrouille, près de la rivière Champlain, afin de mieux contrôler et sécuriser la navigation maritime sur le fleuve, de jour et de nuit. Vers 1945, ce bureau est transféré au second étage du hangar maritime, au quai de Batiscan.

## Galerie d'images

### Fleuve Saint-Laurent

Quai, rampe de mise à l'eau, plage
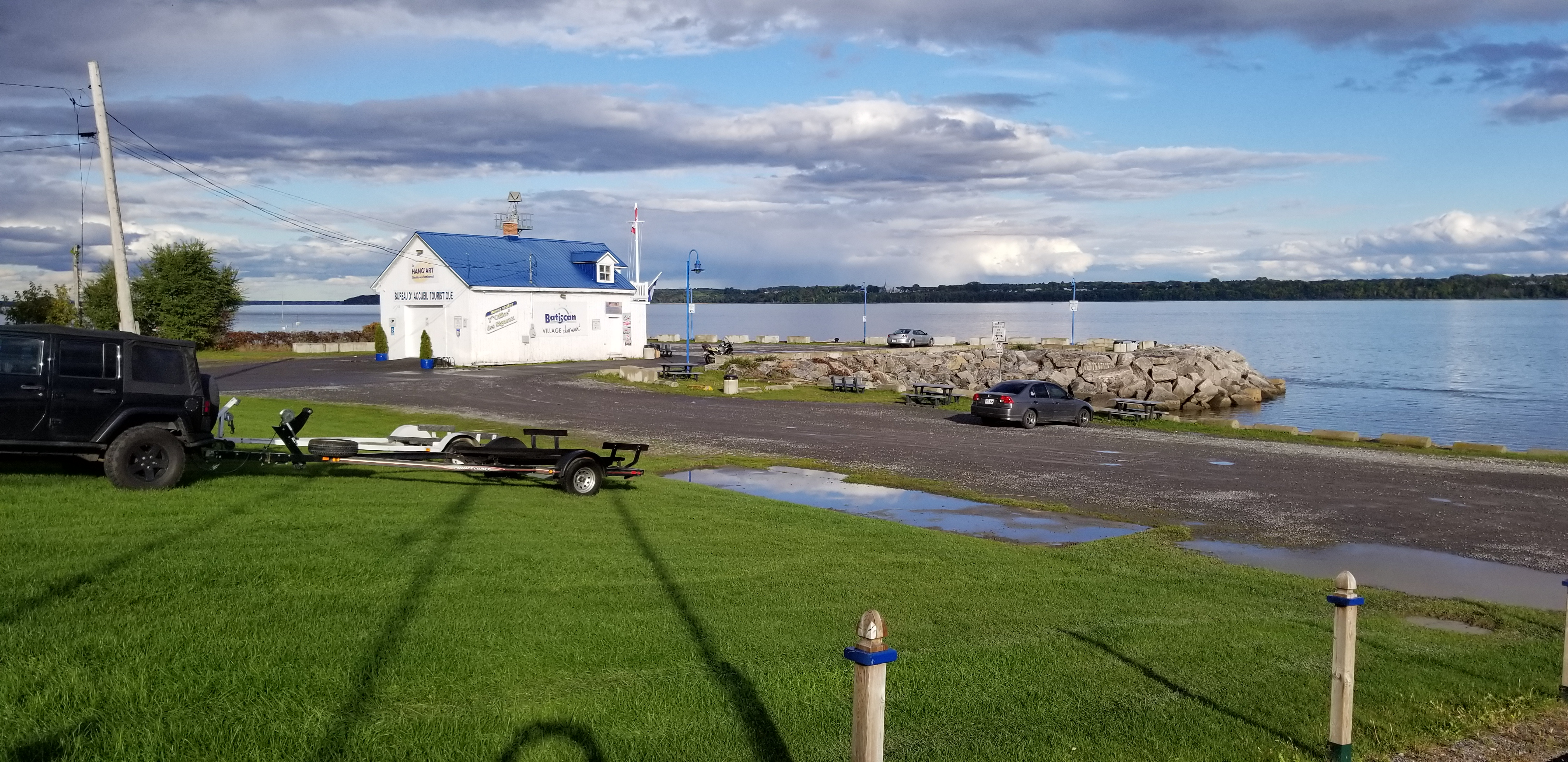
Stationnement, Hangar de Batiscan[9], quai public, fleuve Saint-Laurent
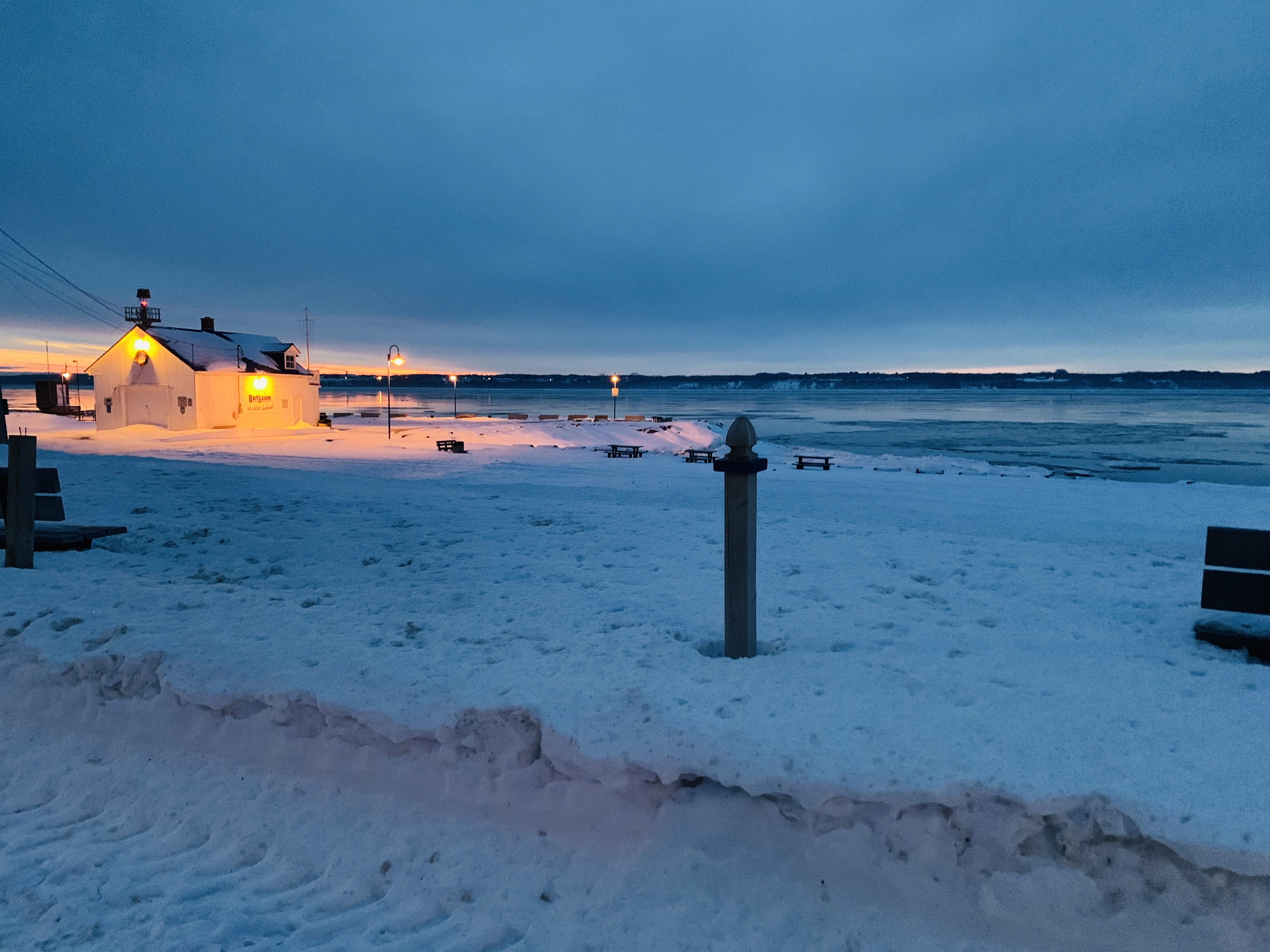
Quai, rampe de mise à l'eau, de la rue Principale
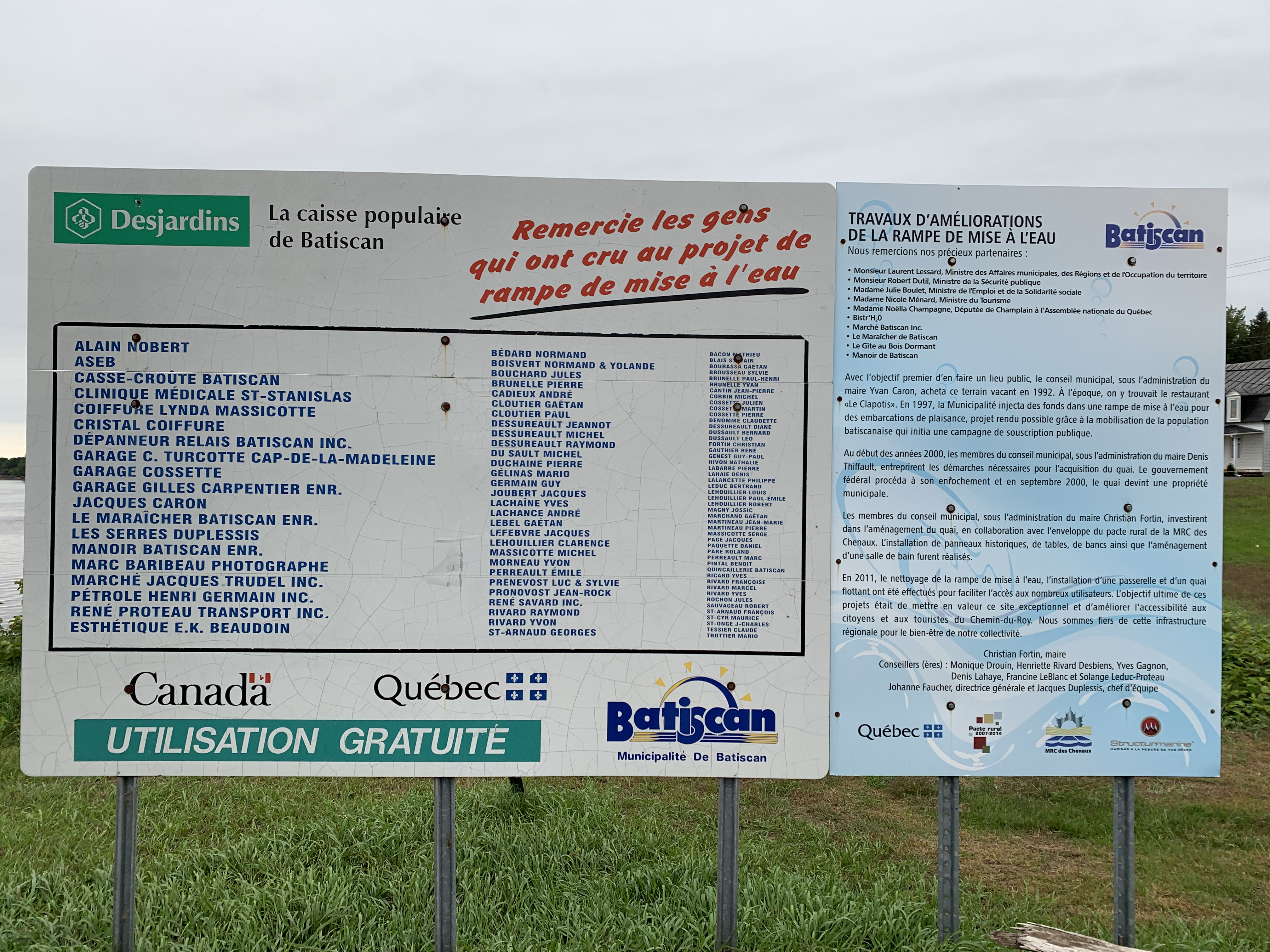
Panneau d'informations, stationnement
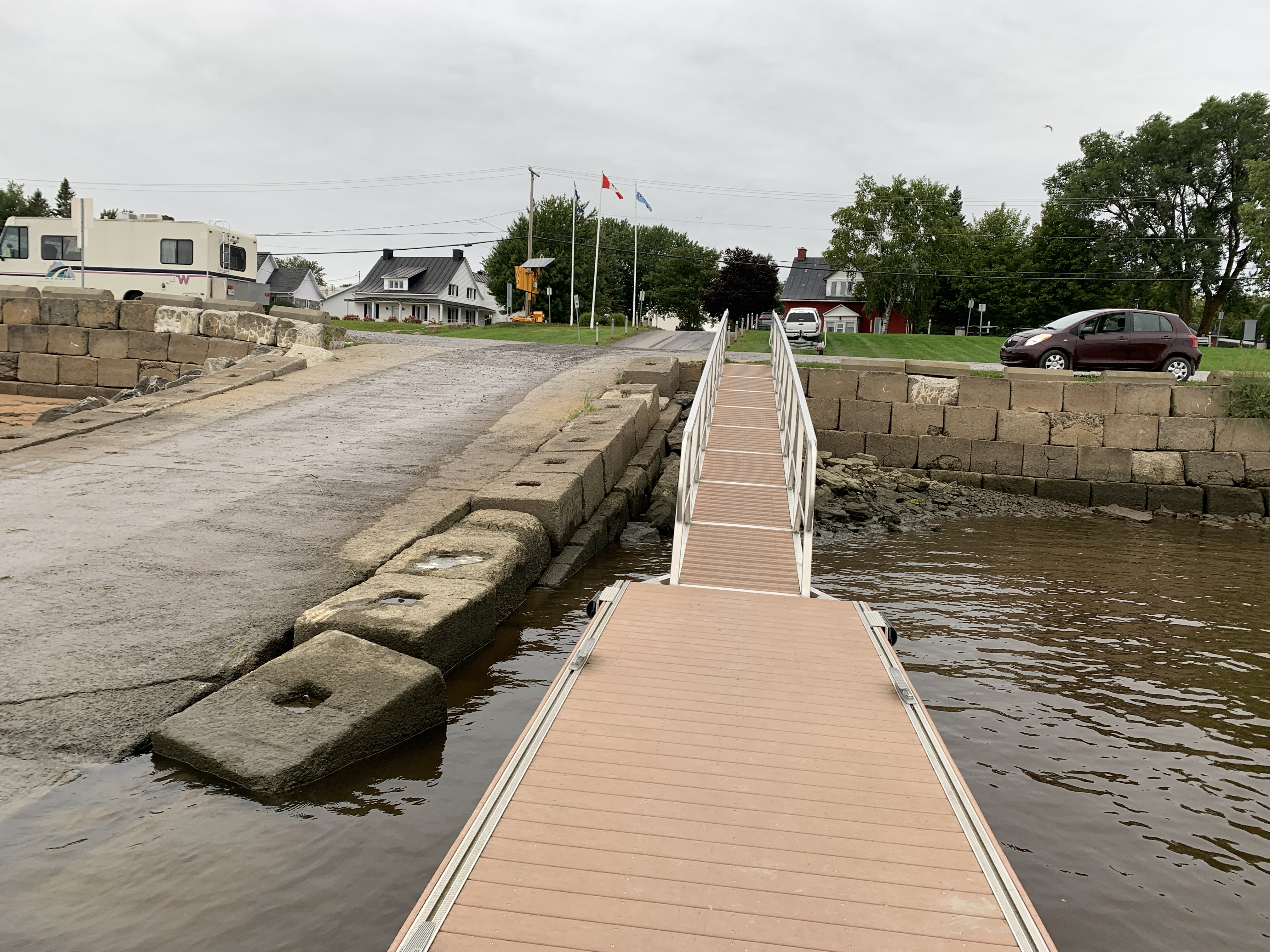
Rampe de mise à l'eau, stationnement
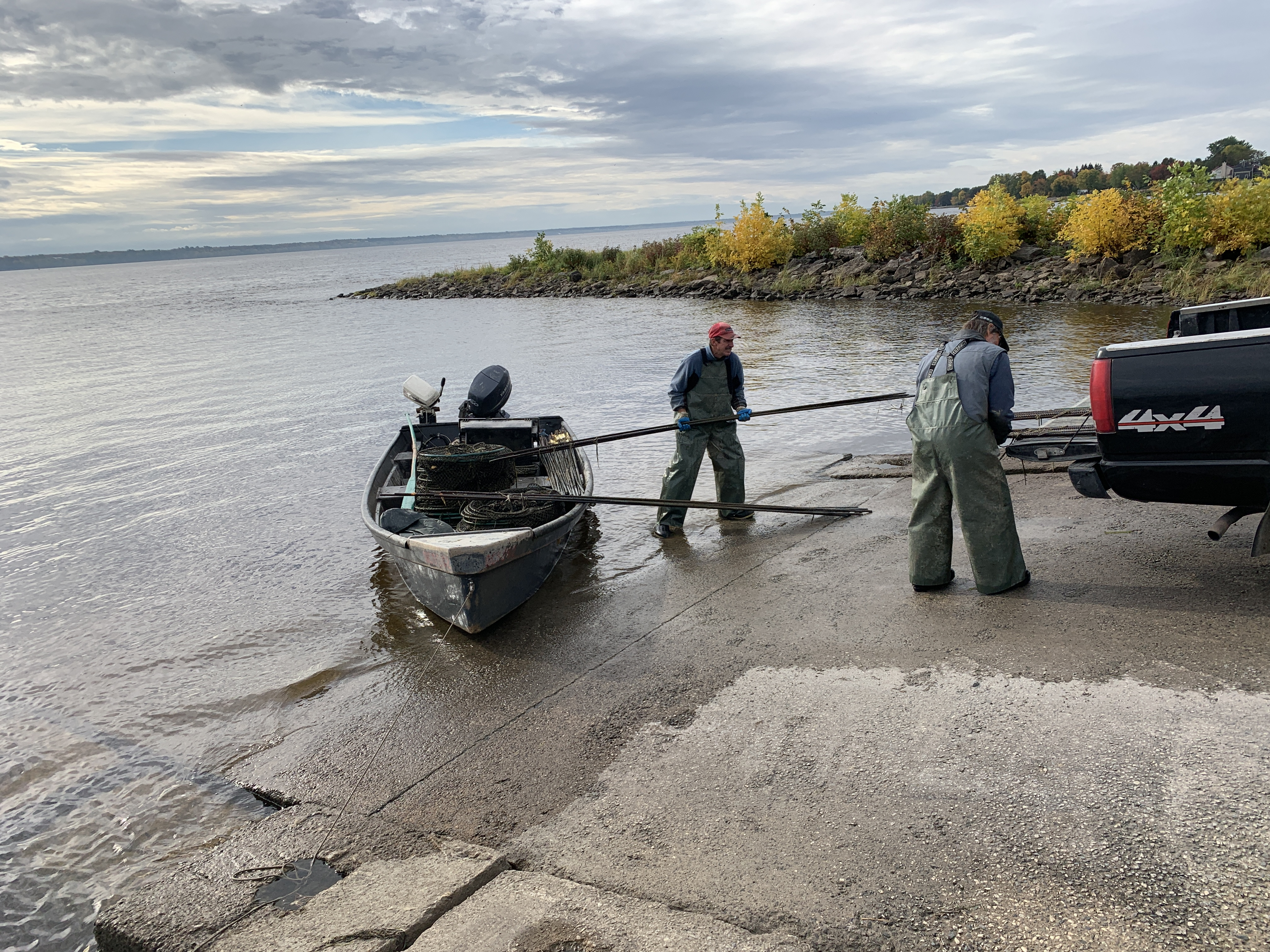
Rampe de mise à l'eau, pêcheurs commerciaux
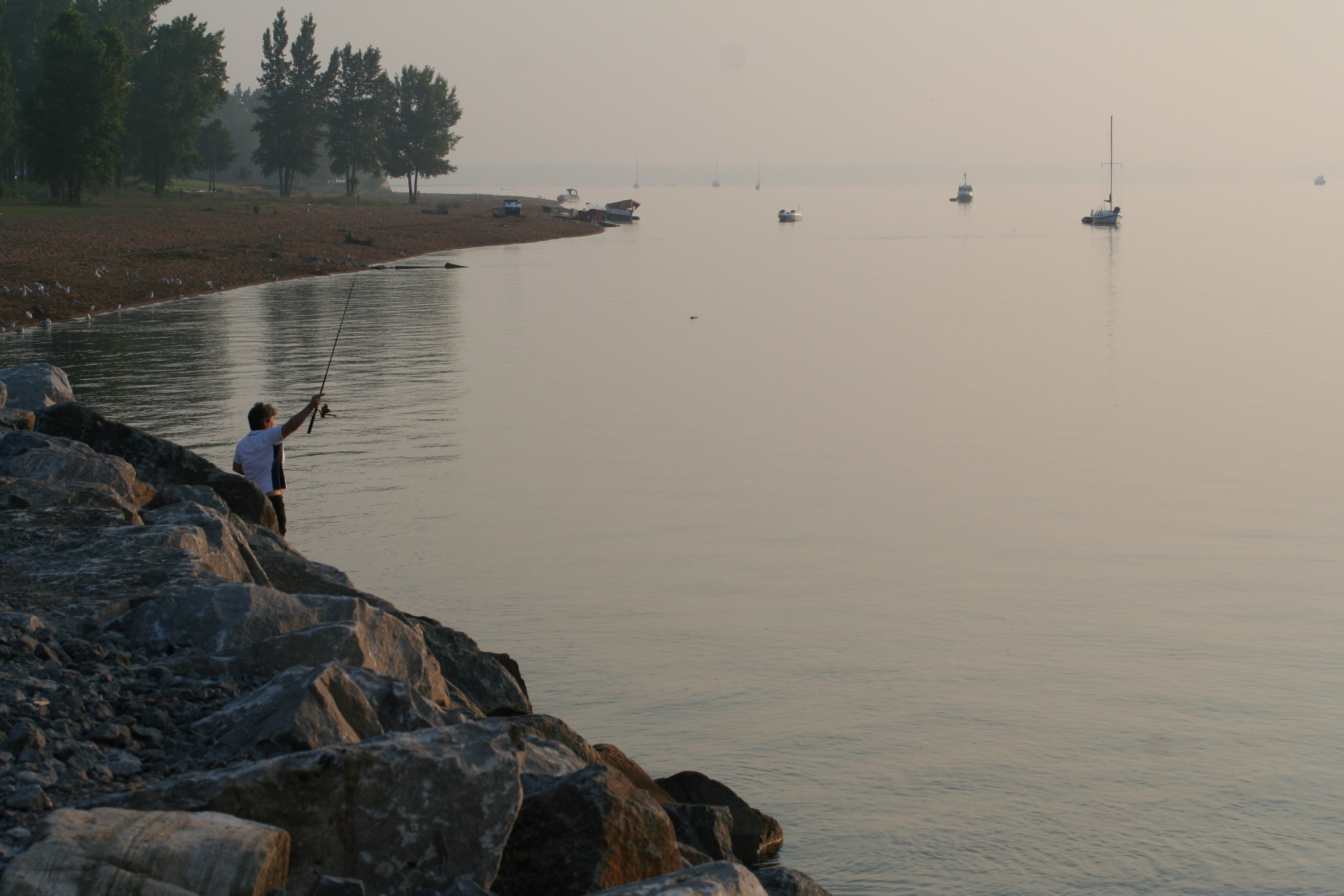
Plage, empierrement du quai, pêcheuse
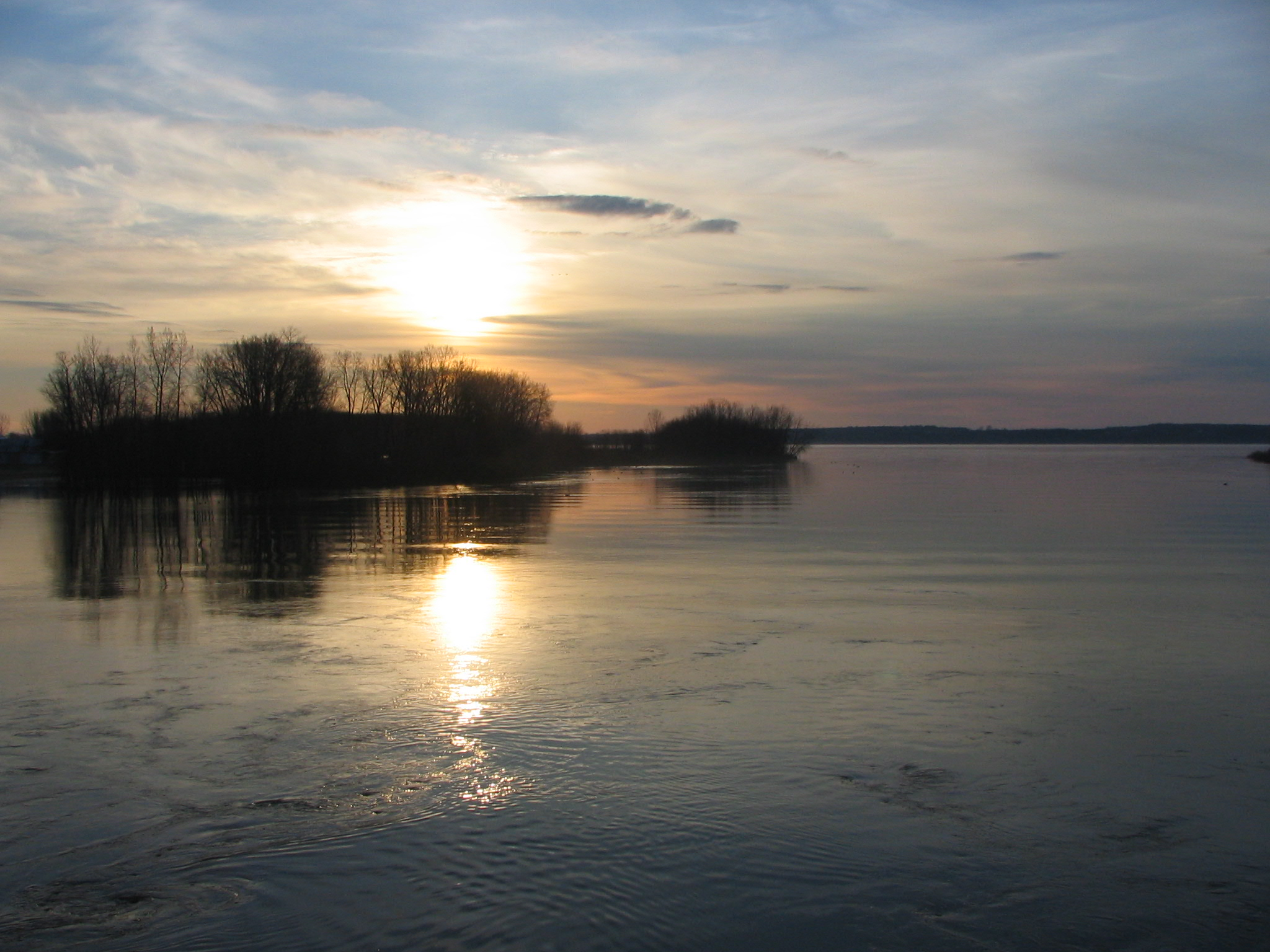
Embouchure de la rivière Batiscan, fleuve Saint-Laurent
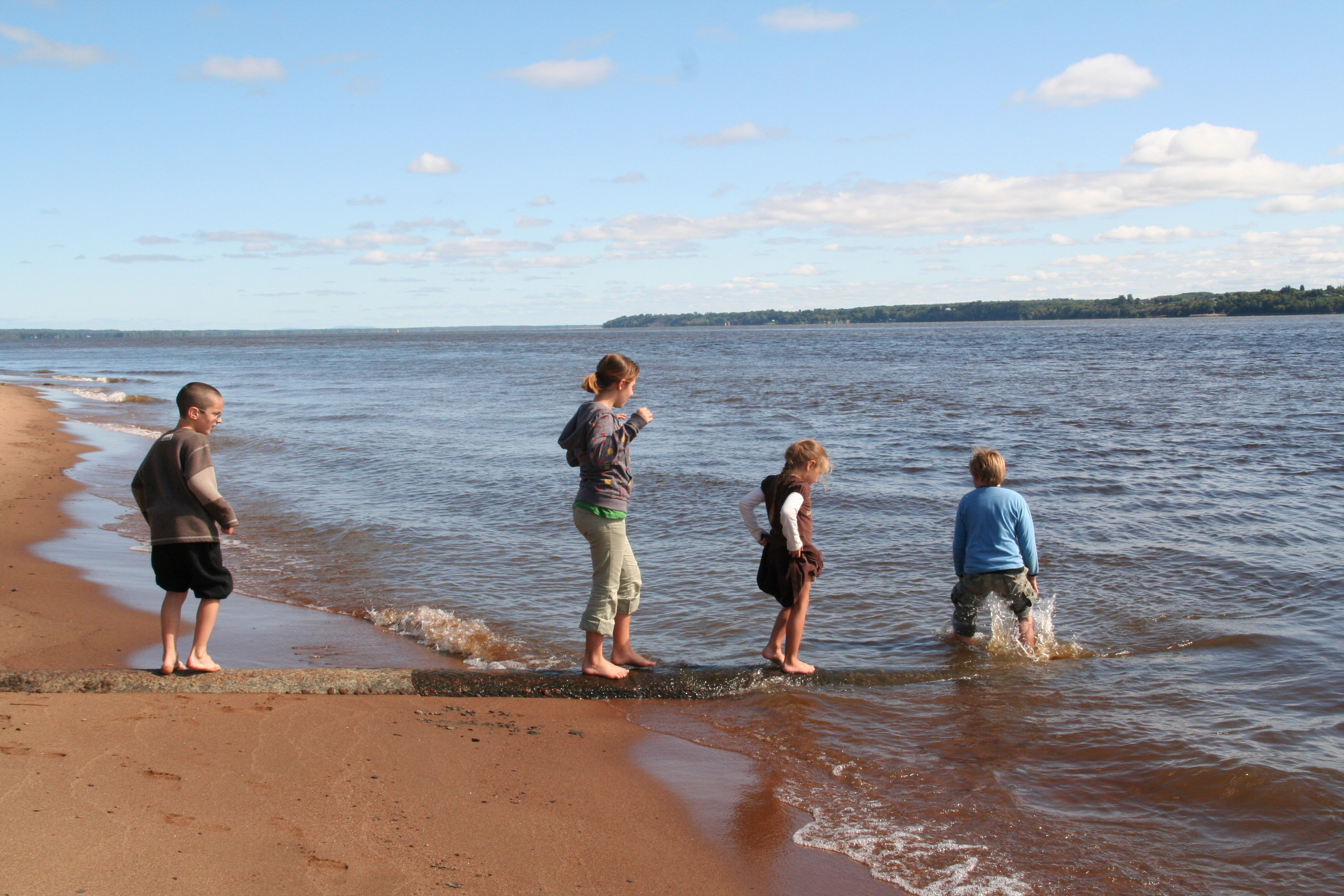
Plage de sable

### Flore

Sur les bandes riveraines de la rivière Batiscan
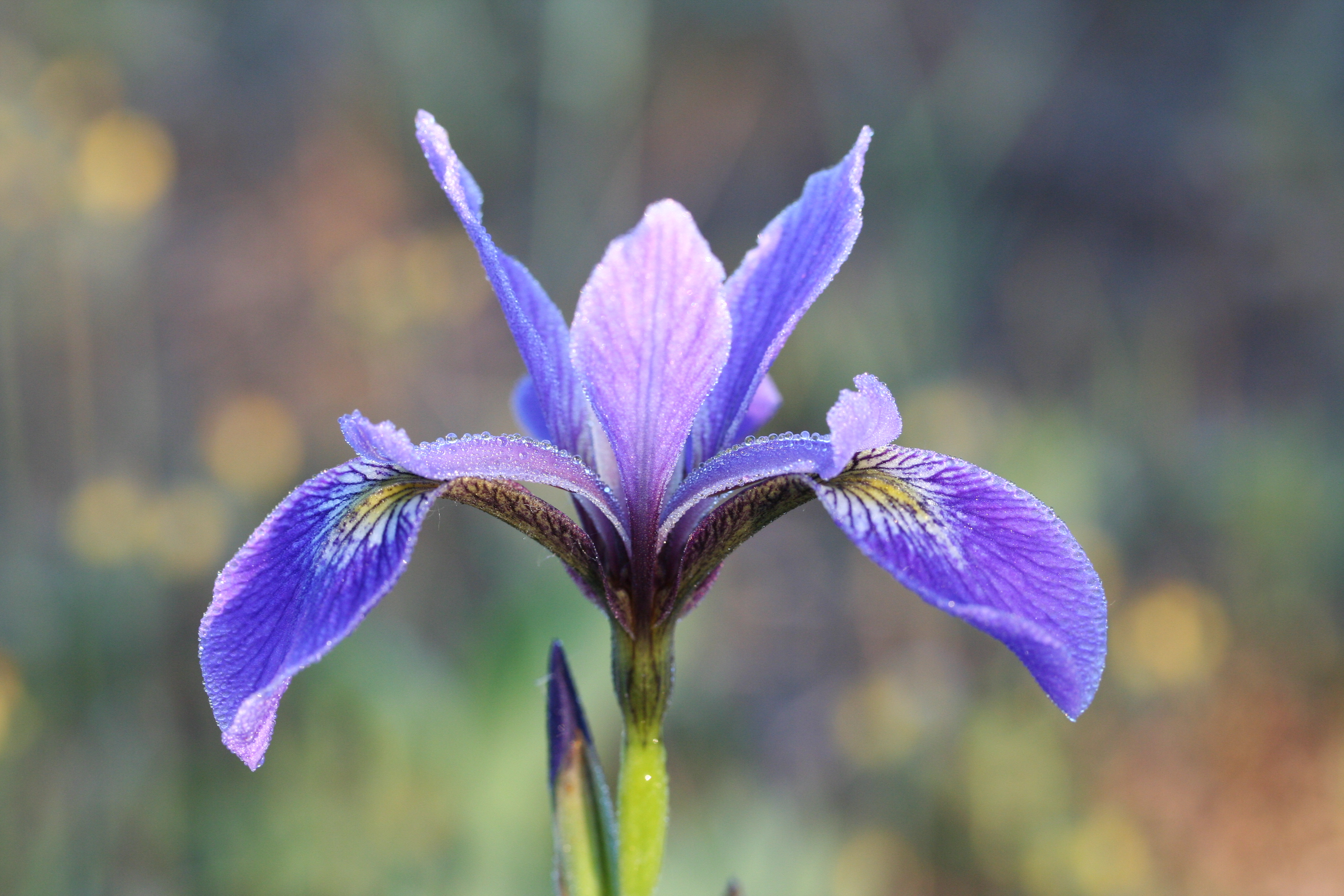
Iris versicolor L. — Iris versicolore
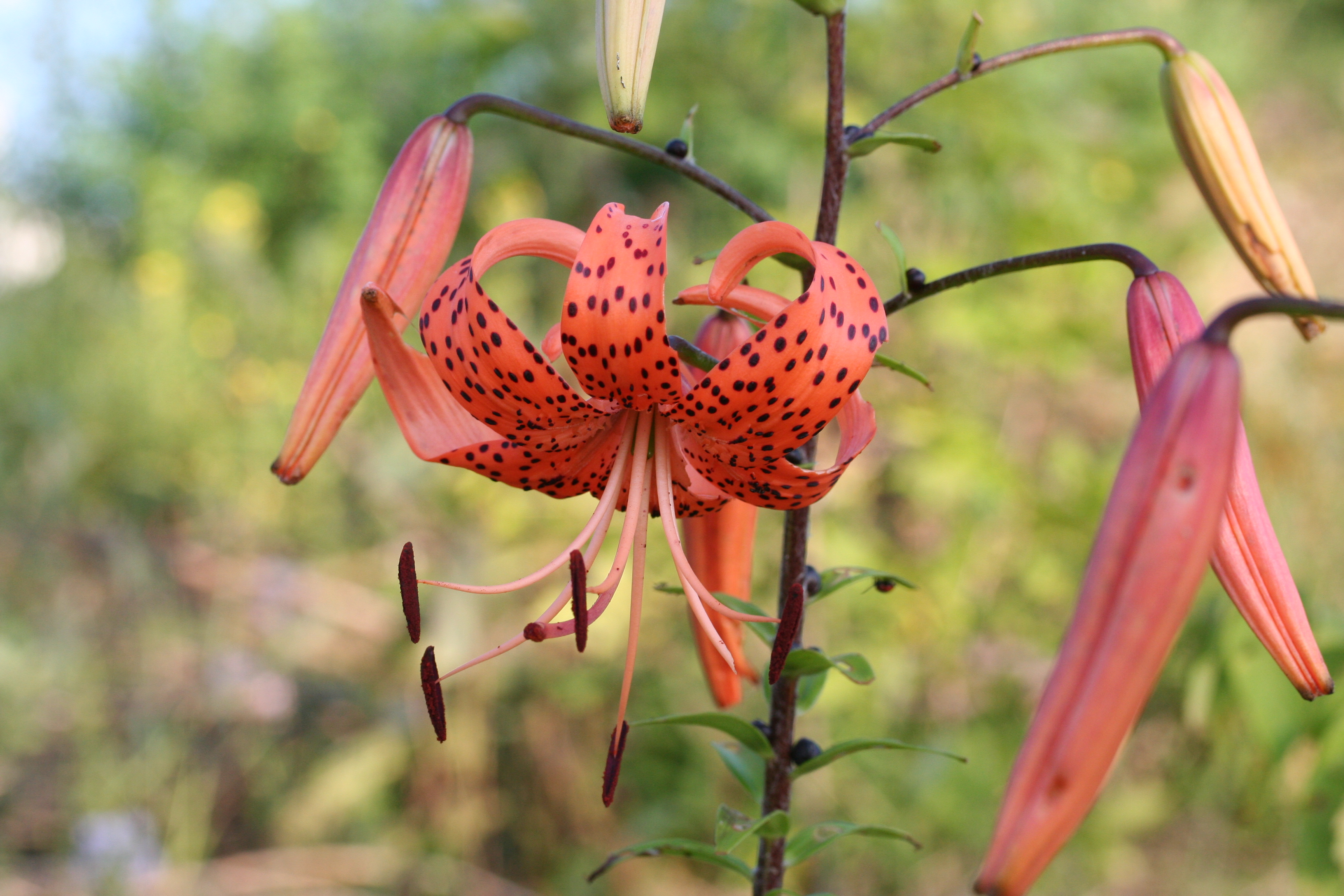
Lilium tigrinum Ker-Gawl. (Syn. Lilium lancifolium). — Lis tigré
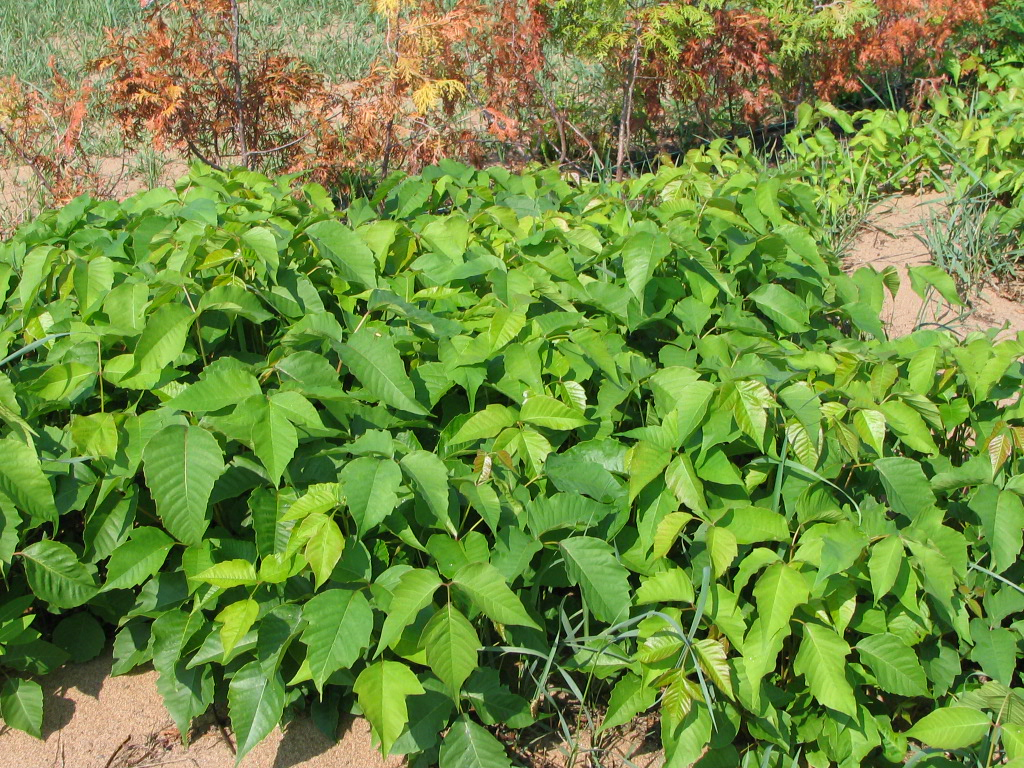
Rhus radicans L. (syn. Toxicodendron radicans (L.) Kuntze) ― Sumac grimpant
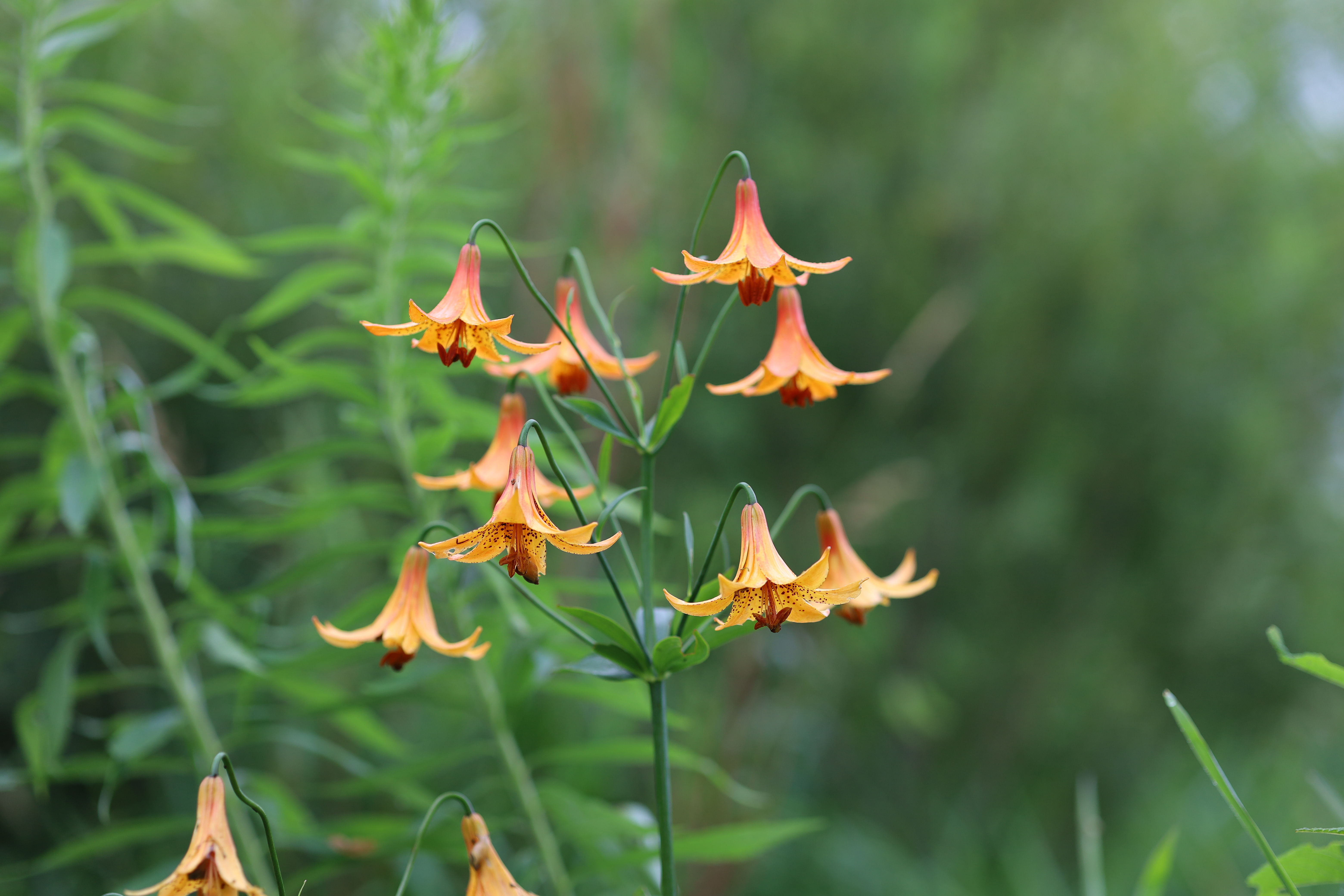
Lilium canadense L. — Lis du Canada
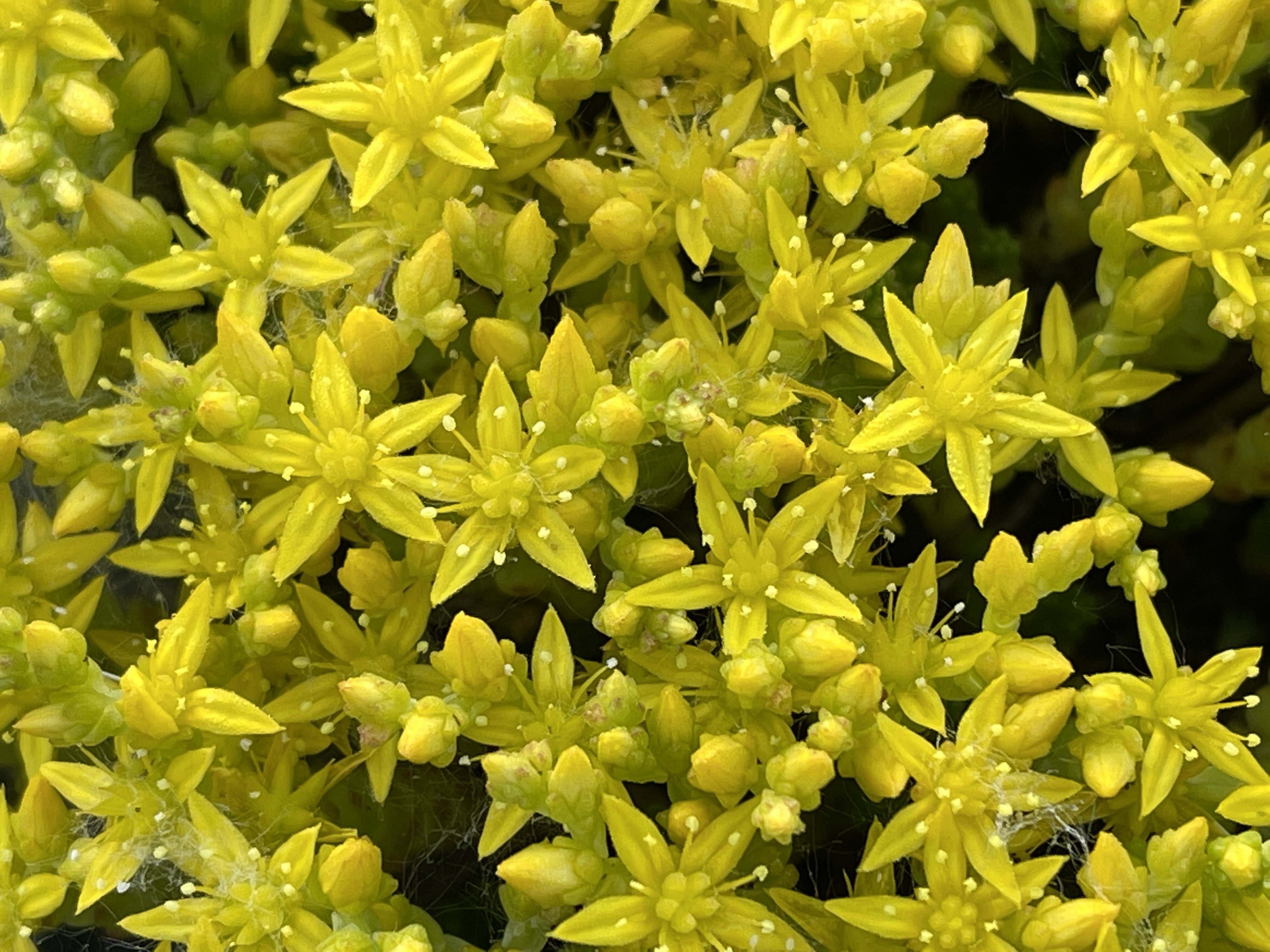
Sedum acre (L.) Link. — Orpin âcre

### Patrimoine bâti

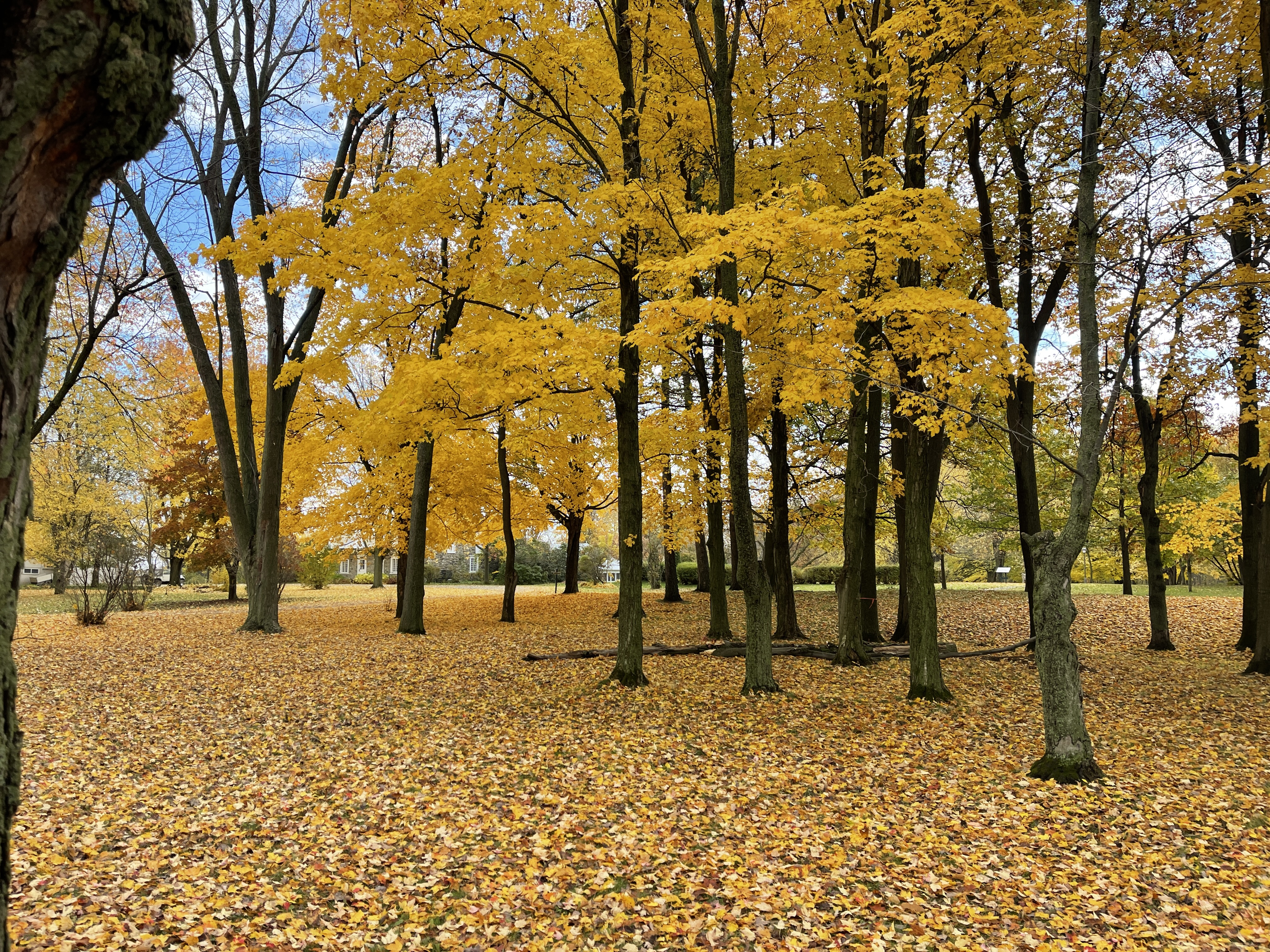
Site patrimonial du Vieux-Presbytère-de-Batiscan
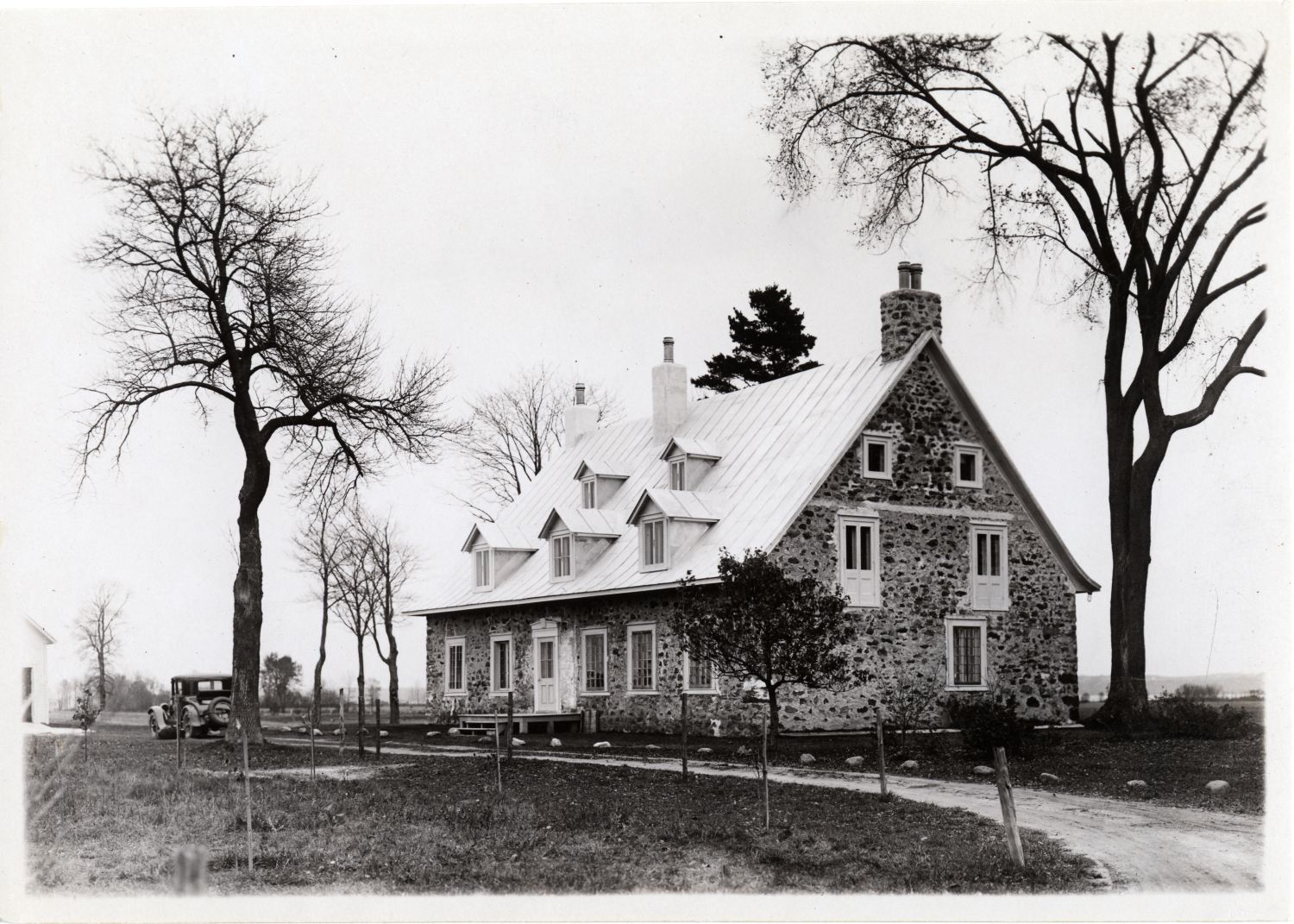
Site patrimonial du Vieux presbytère de Batiscan, peut-être 1926
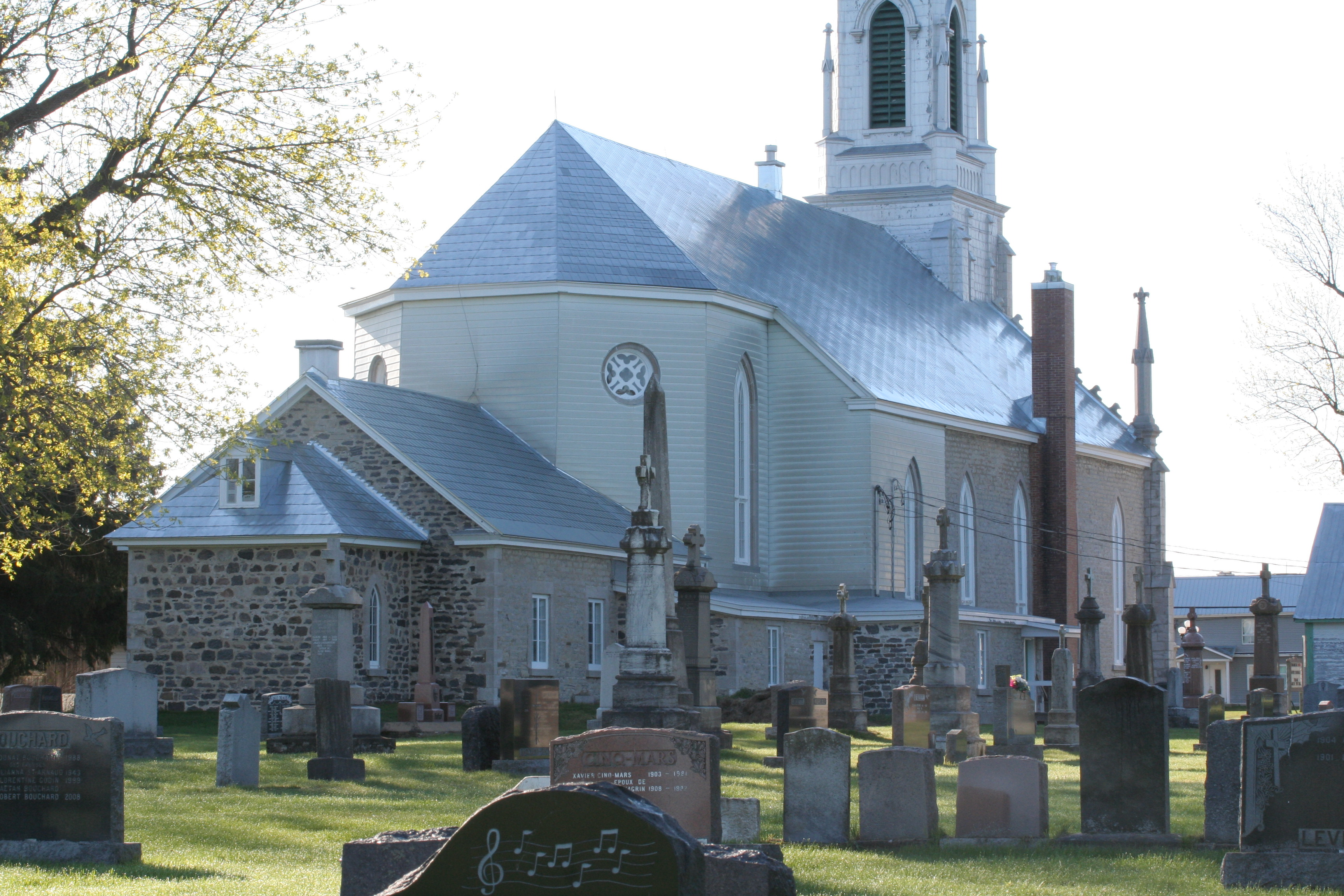
Paroisse Saint-François-Xavier-de-Batiscan, cimetière, église
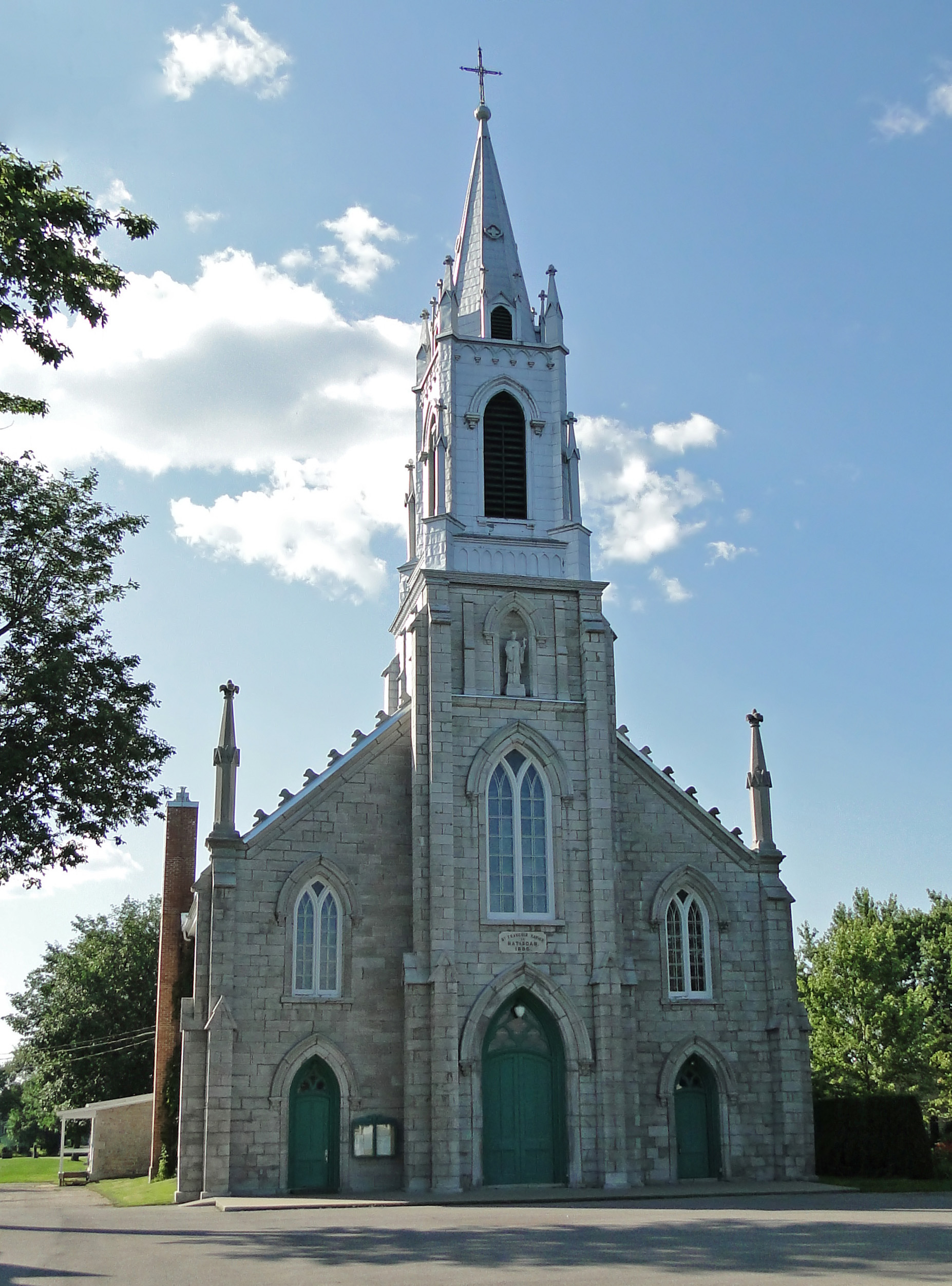
Église Saint-Francois-Xavier
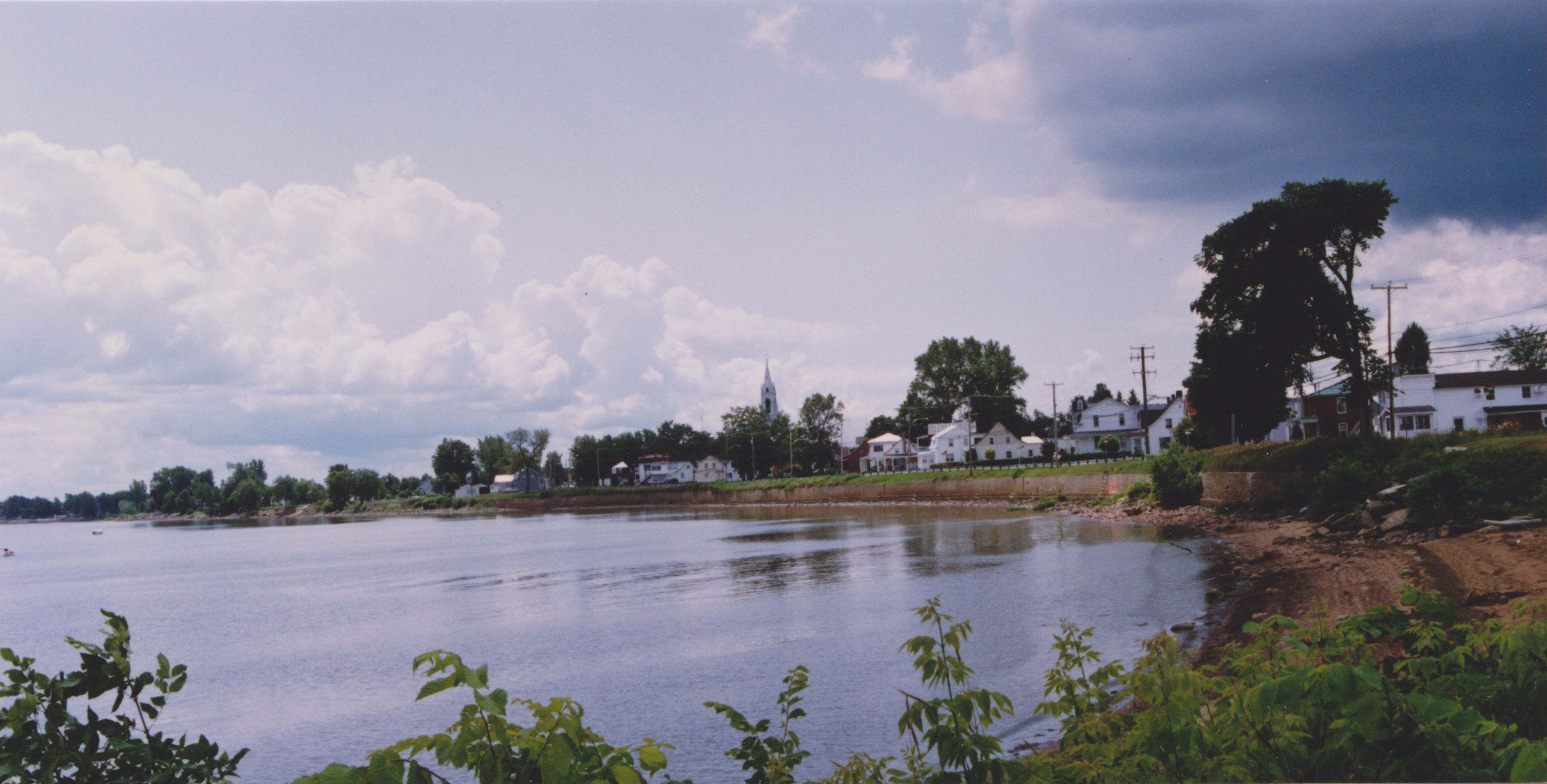
Fleuve Saint-Laurent, municipalité riveraine

### Chemin du Roy

Rue Principale - Route  138
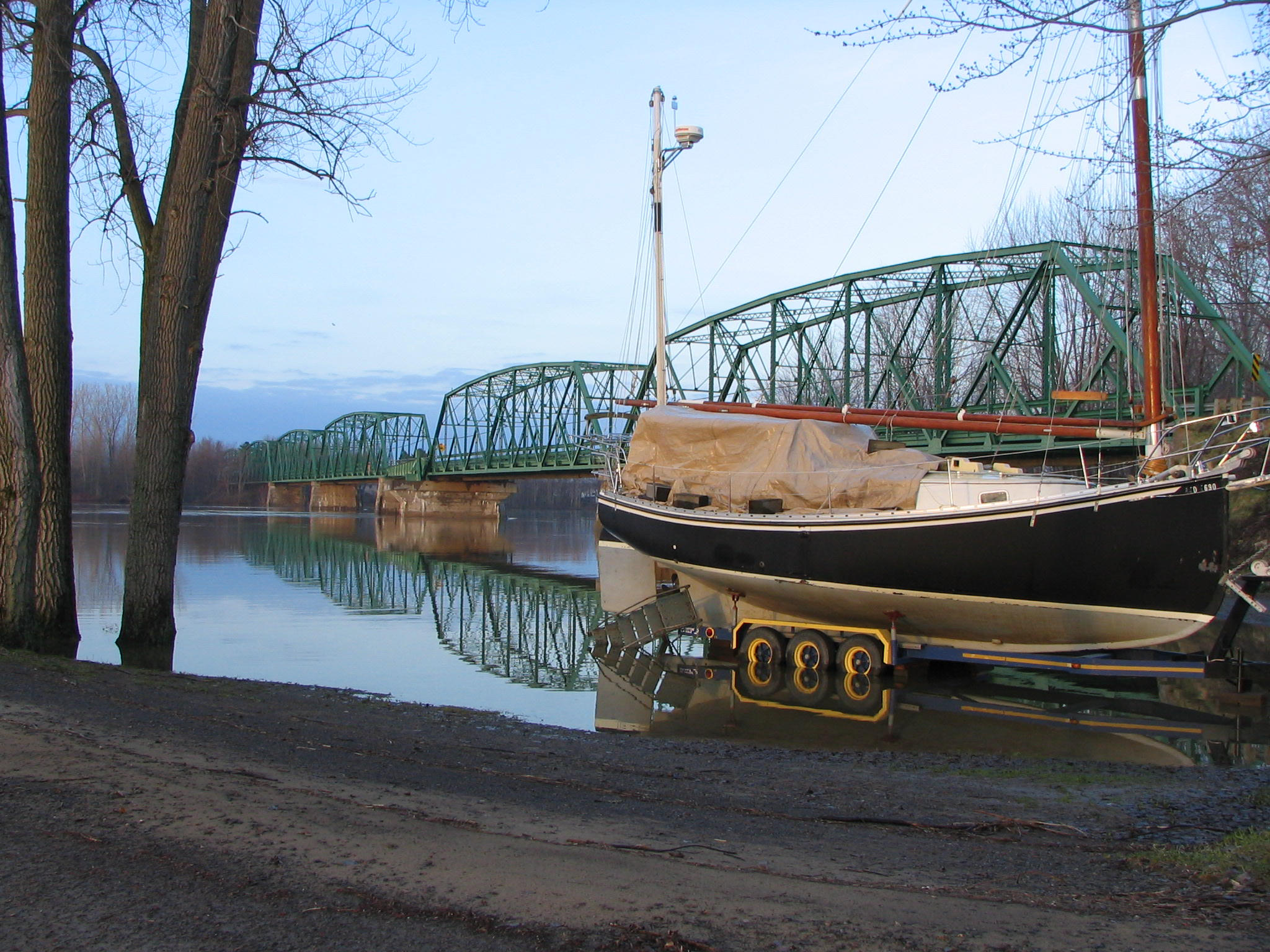
Rivière Batiscan, vieux pont de fer
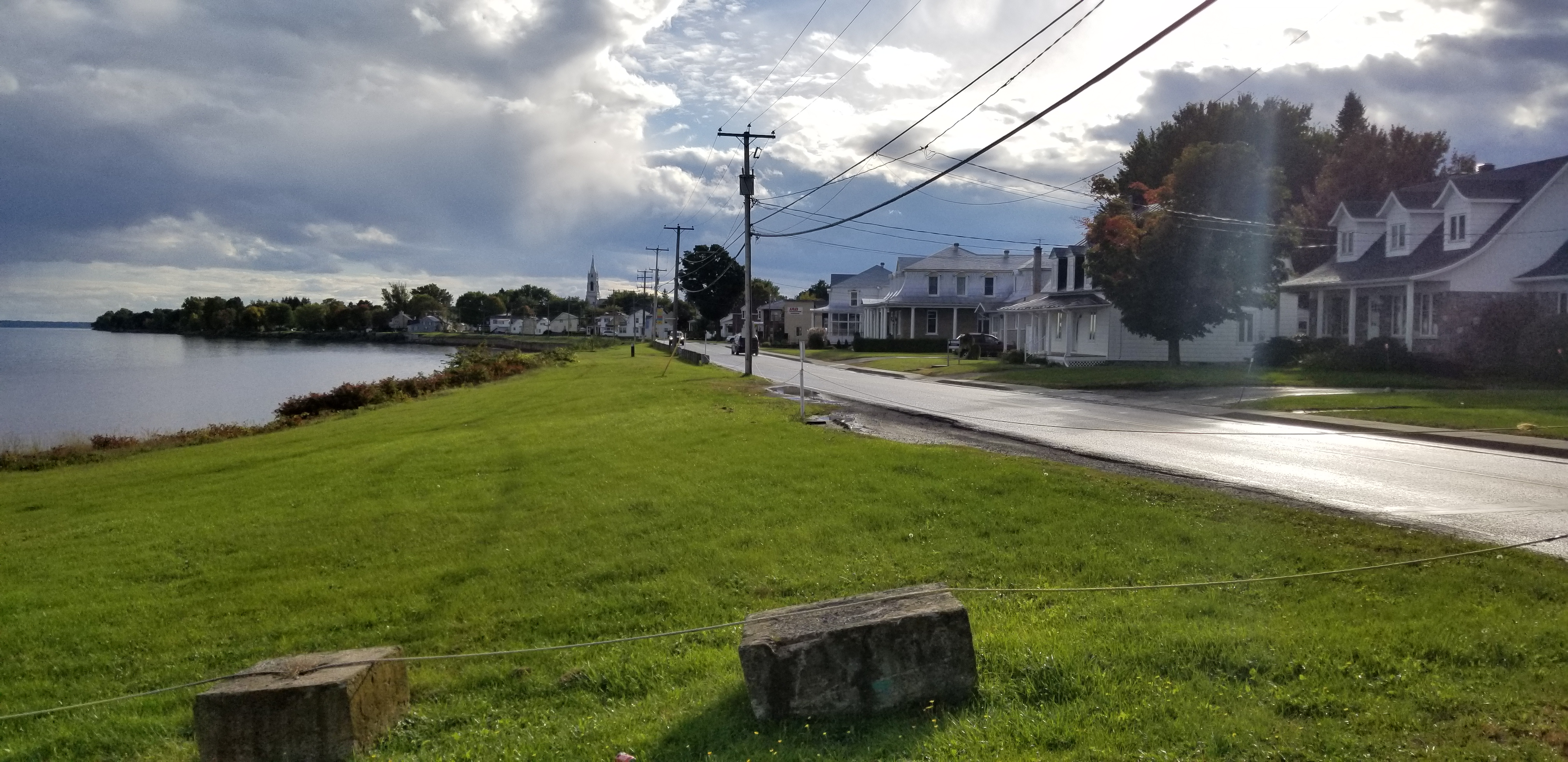
Fleuve Saint-Laurent, route 138 Ouest, Batiscan, du quai municipal
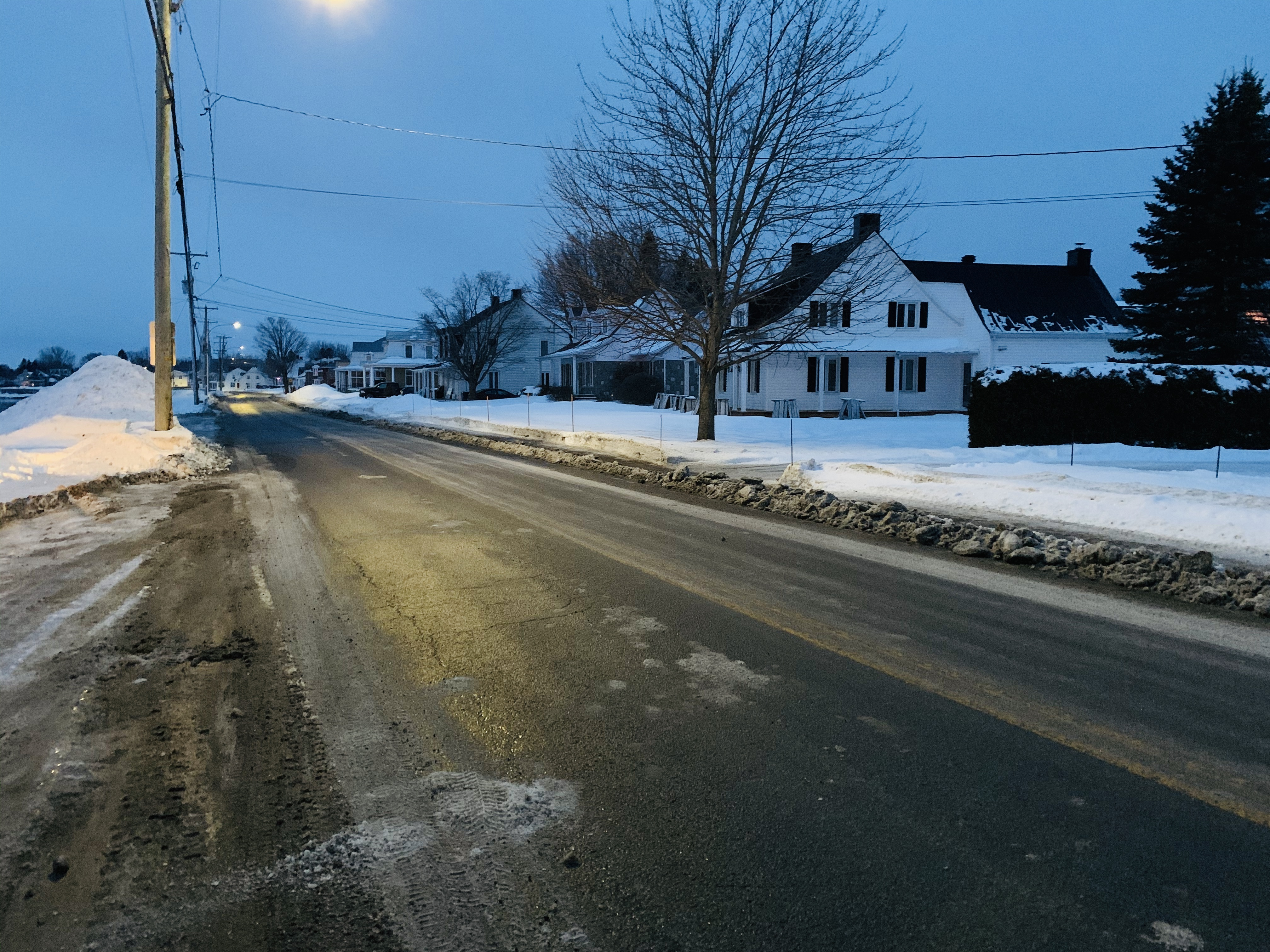
Rue Principale (Chemin du Roy)
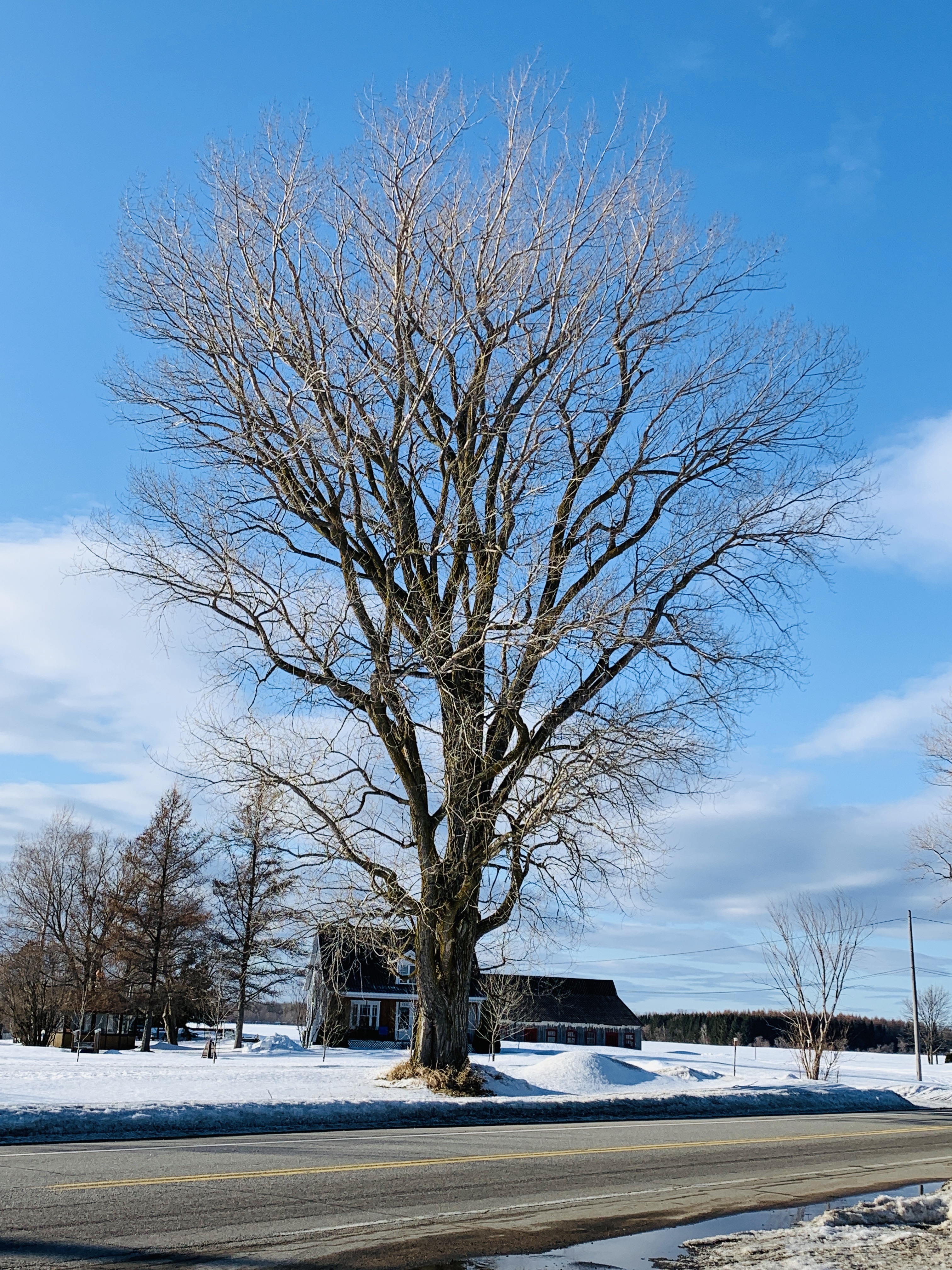
Secteur agricole
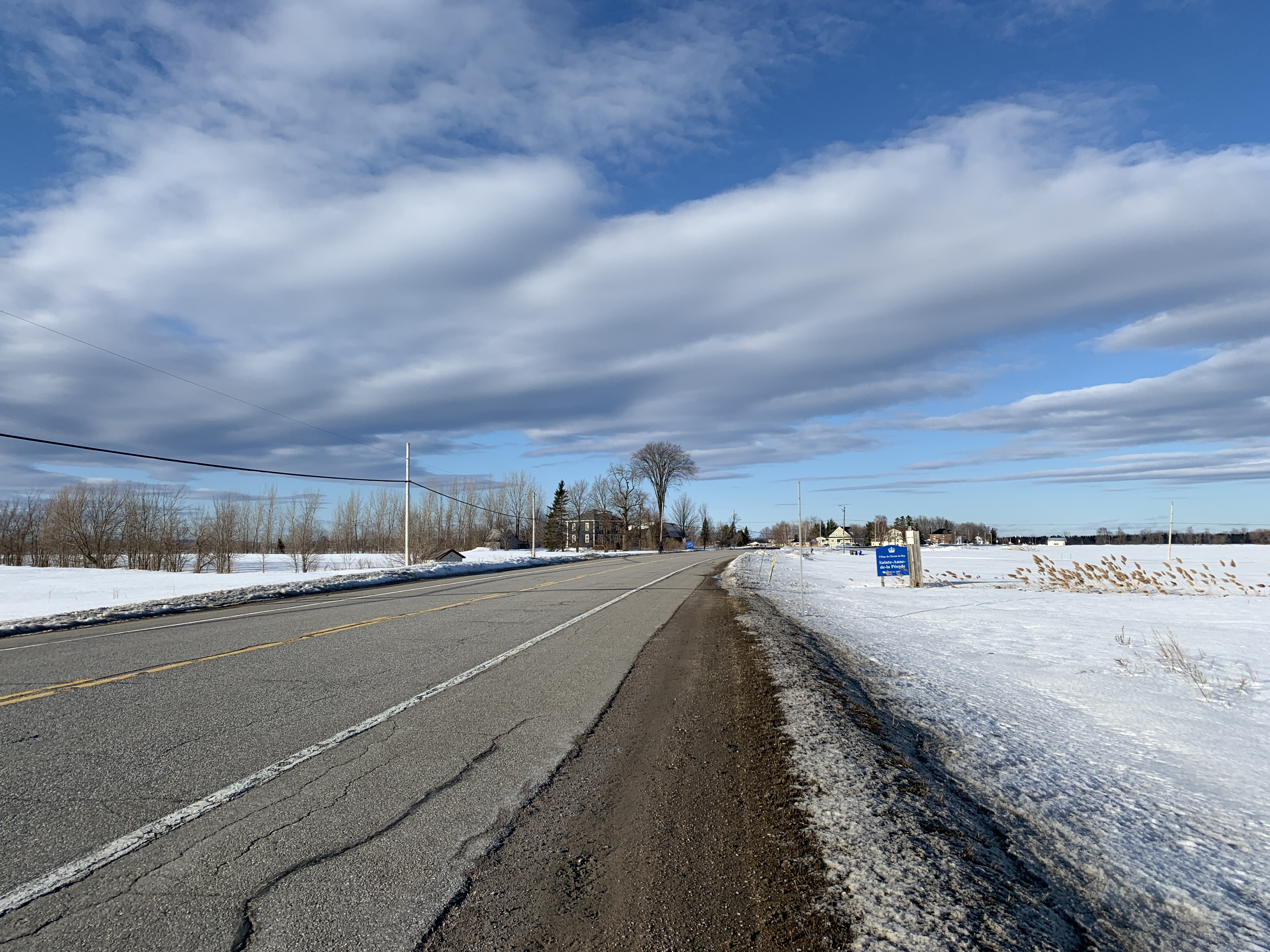
Secteur agricole

#### Publications historiques
- La seigneurie de Batiscan - Chronique des premières années (1636-1681), Éditions du Bien public, par Raymond Douville, collection "La Seigneurie de Batiscan", cahier no. 1, publié par la Société historique "Batiscan et son histoire".
- Batiscan s'érige - Prémices paroissiales 1670-1708, Éditions du Bien public, par Jean-Paul Foley, collection "La Seigneurie de Batiscan", cahier no. 2, publié par le comité de recherches historiques "Batiscan et son histoire".
- Répertoire des naissances de Batiscan (St-François-Xavier) - 1682-1989, par Jean-Paul Foley, collection "Batiscan et son histoire", 1990, 237 pages.
- Répertoire des mariages de Batiscan (St-François-Xavier), par Réjeanne Bouchard, collection "Batiscan et son histsoire", 1982.
- Répertoire des mariages de Batiscan (St-François-Xavier) 1682-1900, par Dominique Campagna, 1971, 83 pages (édition épuisée).
- Répertoire des sépultures de Batiscan (St-François-Xavier) 1682-1995, par Jean-Paul Foley, collection "Batiscan et son histoire", 1996, 109 pages.